# Hokusai manga

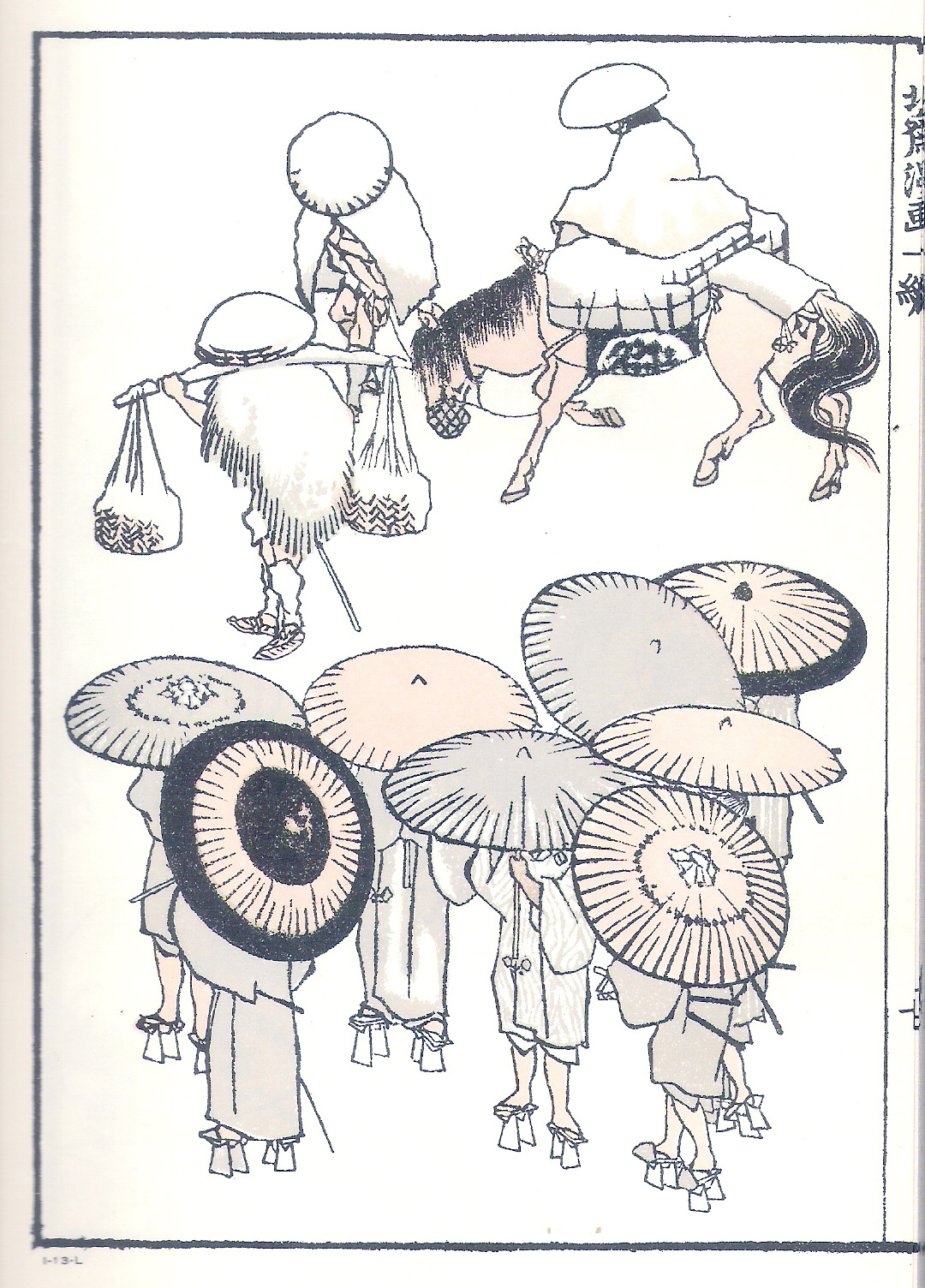
Une page des Manga, montrant des gens avec leur visage caché par des chapeaux ou des ombrelles.

Les Hokusai manga (北斎漫画, Carnets de croquis par Hokusai) sont une collection de croquis de nombreux sujets divers effectués par l'artiste japonais Hokusai.
Les sujets de ces croquis comprennent des paysages, la faune et la flore, la vie quotidienne, ainsi que le surnaturel. Le mot manga qui figure dans le titre ne se réfère pas aux « mangas » tels que nous les connaissons aujourd'hui, car les différents croquis figurant dans ces carnets ne forment pas une histoire, mais traitent de sujets séparés les uns des autres.
Les Hokusai manga sont des estampes (gravures sur bois) en trois couleurs (noir, gris et couleur chair). Il en existe des milliers, répartis en 15 carnets ; le premier fut publié en 1814, quand l'artiste avait 55 ans. Les trois derniers volumes ont, eux, été publiés à titre posthume, deux d'entre eux ayant même été mis sur pied par l'éditeur à partir de documents non publiés jusque-là. Le tout dernier volume a, lui, été formé à partir d'œuvres déjà publiées, dont certaines n'étaient même pas d'Hokusai ; il n'est pas considéré comme authentique par les historiens de l'art.

## Historique de la publication desmanga
Le volume final est considéré comme apocryphe par certains historiens de l'art.

La préface au premier volume de l'ouvrage, écrit par Hanshu Sanjin (半洲散人), un artiste mineur de Nagoya, suggère que la publication de l'œuvre a pu faire appel à l'aide des élèves de Hokusai. Une partie de la préface dit ceci : 

« Cet automne, le maître (Hokusai) se trouvait visiter la Province de l'Ouest, et il s'arrêta dans notre ville (Nagoya). Nous nous retrouvâmes tous avec le peintre Gekkotei Bokusen (月光亭墨僊) (Utamasa II, un artiste bien connu de Nagoya, d'ailleurs élève de Hokusai, et collaborateur de celui-ci sur ses derniers travaux), au domicile de celui-ci, pour une occasion fort joyeuse. Et là, plus de trois cents croquis de toutes sortes furent effectués : des immortels, des Bouddhas, des lettrés, des femmes, jusqu'à des oiseaux, des bêtes, des plantes, l'esprit de chaque sujet étant saisi par la brosse. »

## Origines desmangas
On considère en général que, après une période de production intense, Hokusai sélectionna très soigneusement ses croquis, et en redessina même un certain nombre, en les disposant selon l'ordre que nous connaissons aujourd'hui. Cependant, Michener soutient que la mise en page des différents croquis sur une planche donnée a été en réalité décidée par les graveurs et les éditeurs, et non par Hokusai lui-même.

## Intérêt artistique

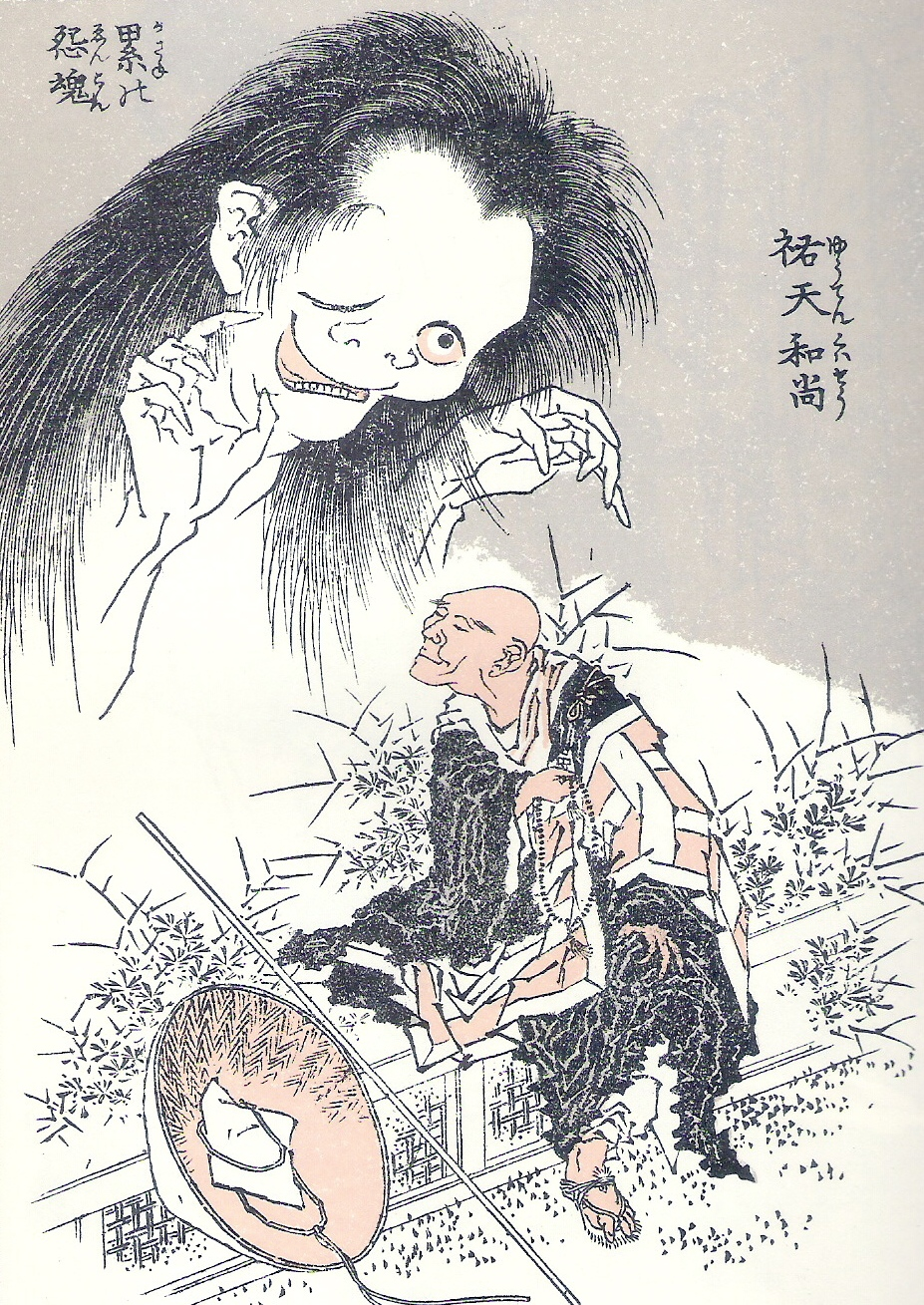
Fantôme d'une femme menaçant un homme de ses griffes (rappelant le sourire grimaçant des démons hannya).

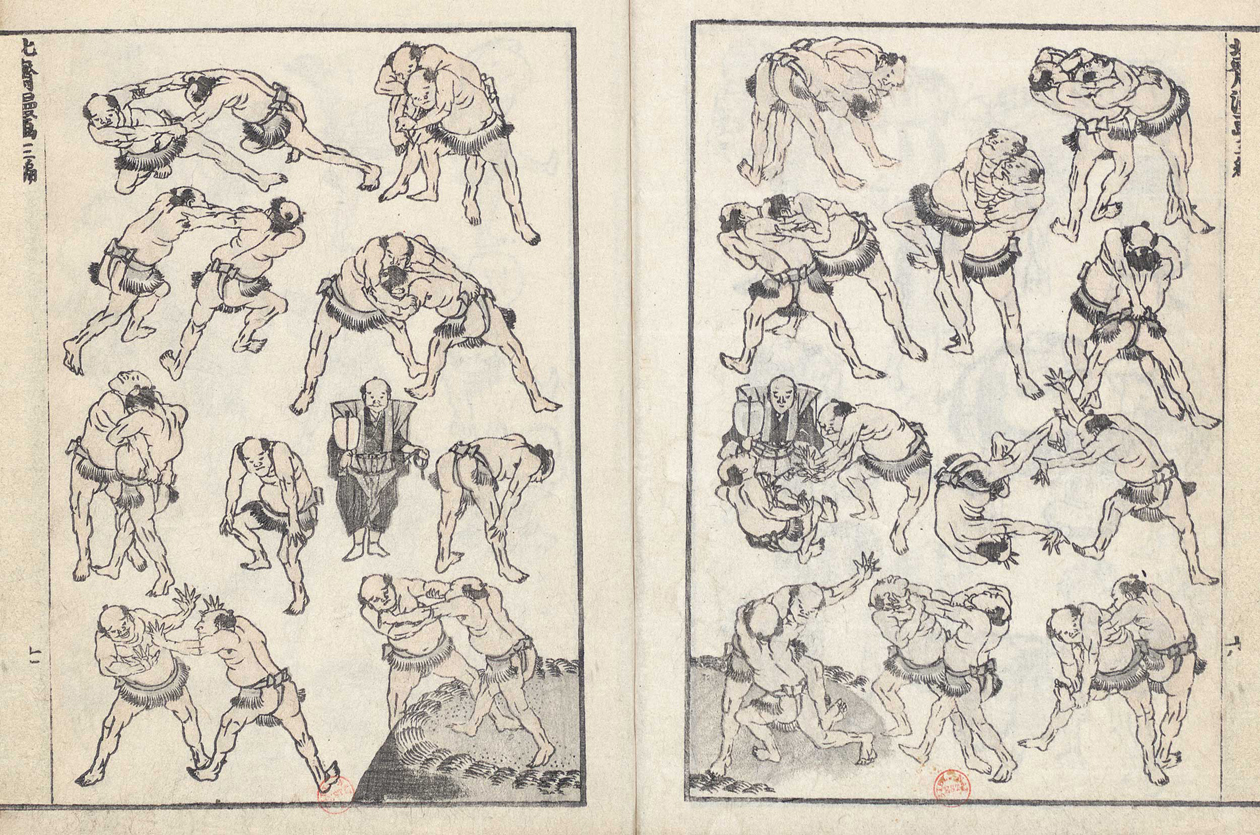
Lutteurs de sûmo.

Les Hokusai manga croquent des scènes de la vie quotidienne de façon très libre et expressive, montrant de petits personnages faisant des exercices physiques, prenant un bain, etc.
C'est aussi, dans une certaine mesure, une série de documents sur le vif sur la vie, les vêtements, les activités de toutes sortes de gens et de classes sociales à l'époque de Hokusai. On y trouve des métiers à tisser, des maisons, des toits, des façades, des ascètes, des armes de samouraï, des scènes de lutte et d'entraînement aux arts martiaux, des lutteurs de sumo, des hommes et des femmes en train de se baigner…
On y trouve également des représentations nombreuses de fleurs ou d'animaux, tels que des oiseaux, des vaches, des sangliers, des chevaux, mais aussi certains animaux de caractère fantastique, tels que les shishi (lions imaginés par les Japonais), des dragons, etc.
Une autre partie des carnets décrit des épisodes surnaturels qui sont une plongée dans l'inconscient fantastique des Japonais. On y voit par exemple des fantômes de femmes mortes, sans doute trompées de leur vivant par leur mari et revenant se venger, sur des thèmes popularisés plus tard par des films comme Les Contes de la lune vague après la pluie, ou Kwaidan.

## Notoriété
L'œuvre fut un succès immédiat et les volumes suivants rapidement publiés à leur tour. Les Hokusai manga commencèrent à être connus en Occident lorsque les paraphrases photographiques de Philipp Franz von Siebold apparurent dans son ouvrage : Nippon: Archiv zur Beschreibung von Japan en 1831. Peu de temps après l'arrivée du commodore Perry, au Japon, en 1854, l'œuvre fut diffusée en Occident.